# Max Felchlin AG

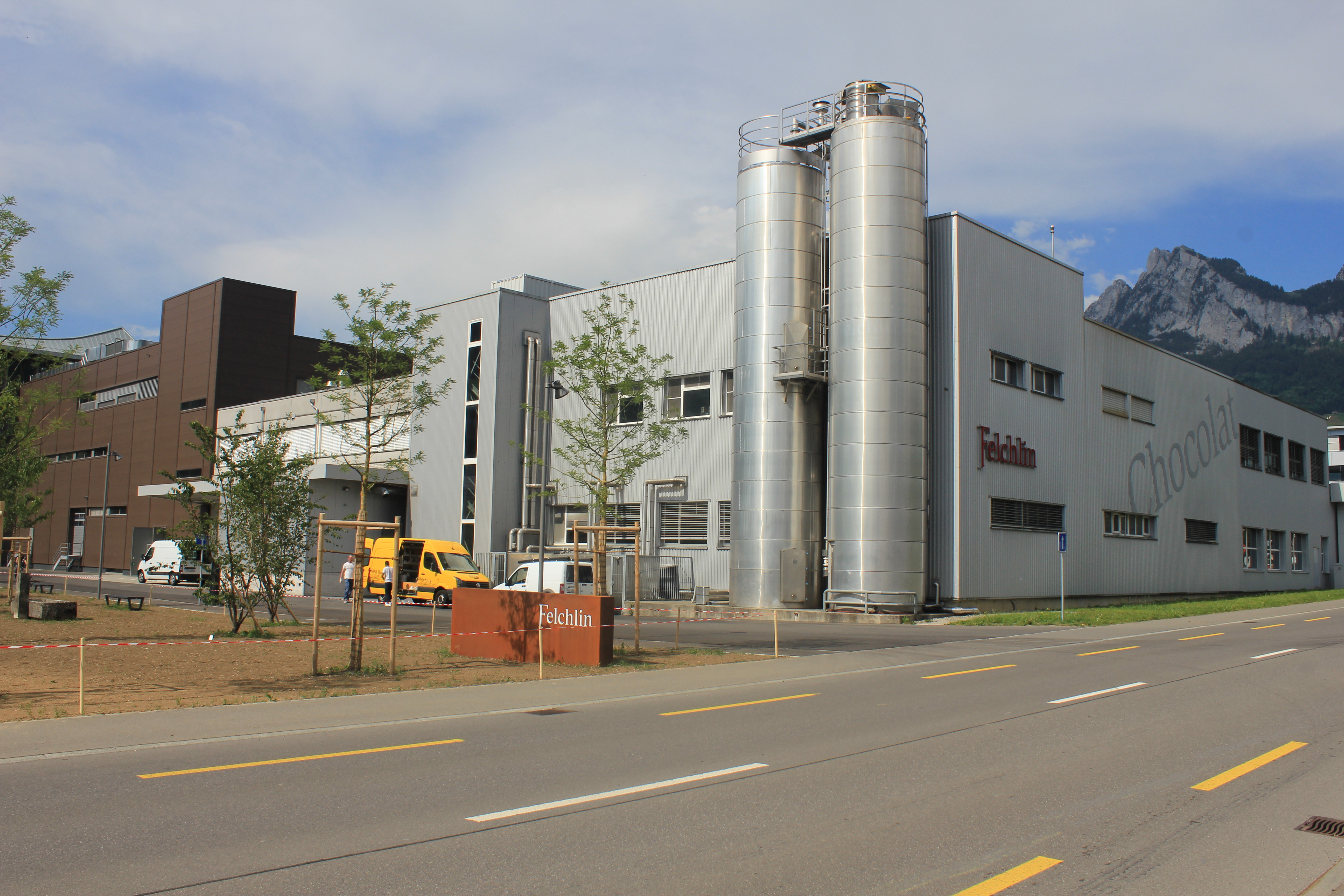
Fabrikgebäude (2019)

Die Max Felchlin AG ist ein Hersteller von Schweizer Schokolade, Backmassen und Confiseriefüllungen. Der Sitz befindet sich in der Gemeinde Schwyz.

## Unternehmen
Die Max Felchlin AG stellt Halbfabrikate her und beliefert das Gewerbe wie Konditoreien, Bäckereien und Confiserien. Dazu gehören Produzenten, Gastronomiebetriebe und Confiserien in der Schweiz und im Ausland. Die größten Kunden im Ausland sind die USA und Japan. Das Unternehmen gilt als Nischenproduzent im Bereich von Edelschokolade und stellt diese vollständig in ihrem Betrieb in Schwyz her.
2019 arbeiteten rund 150 Mitarbeiter für das Unternehmen. Über Distributionspartner liefert die Max Felchlin AG in über 40 Länder weltweit. Die Max Felchlin AG ist Mitglied bei der IG Bio.

## Geschichte
1908 begann der gelernte Kaufmann Max Felchlin in Schwyz mit Honig zu handeln. 1913 benannte er sein Geschäft Honigzentrale Schwyz. Er legte damit den Grundstein des Unternehmens. Die erste Manufaktur entstand in den 1920er-Jahren, und das Sortiment wurde auf selbst hergestellte Schokolade erweitert. Während des Zweiten Weltkrieges produzierte Felchlin das Puddingpulver Sowieso, das nationale Bekanntheit erlangte.
Max Felchlin übergab die Führung im Jahre 1962 an seinen Sohn. In den 1970er-Jahren baute Max Felchlin junior in Ibach SZ eine neue Produktionsanlage, die Einzelfirma wurde in eine Aktiengesellschaft umgewandelt. Anlässlich des hundertjährigem Jubiläums in 2008 erschien ein Buch vom Gastronomiejournalisten Paul Imhof.
Felchlin jr. regelte 1990 seine Nachfolge mit dem Ziel, die Unabhängigkeit des Unternehmens langfristig zu wahren. Neuer Geschäftsführer wurde Christian Aschwanden. Unter seiner Führung baute die Max Felchlin AG zur Jahrtausendwende in Ibach eine neue Produktionsstätte und produziert weiterhin von der Kakaobohne bis hin zur Edelschokolade alles in Schwyz. An dem Standort wurde in einem später hinzugefügten Neubau auch die Entwicklung, Verarbeitung und Verwaltung zusammengelegt. Im September 2022 gab Felchlin bekannt, dass Christian Aschwanden 2023 nach 30 Jahren die Konzernleitung abgeben würde. Ab August 2023 übernahm Thomas Truttmann dann die Position.
Diverse Edelschokolade-Hersteller lassen bei Felchlin produzieren. Das Unternehmen beliefert auch diverse Konditoreien und Confiserien in der Schweiz. Zudem bietet Felchlin auch Schulungen, Seminare, Rezeptkreationen und technischen Support für Geschäftskunden an.
Das Unternehmen betreibt in Madagaskar und Ghana Projekte, bei denen Kakaobauern eine Gesundheitsversorgung erhalten.

## «Grand Cru»-Schokolade
Das Unternehmen führte 1999 als erster Schweizer Schokoladenhersteller für eine Auswahl ihrer Couverturen (hochwertige Schokolade, die weiter verarbeitet wird) den Begriff «Grand Cru» ein. Dies bedeutet, dass für diese Couverturen nur Edelkakao aus definierter Herkunft verwendet wird. Felchin verarbeitet Bohnen aus Regionen, in denen vor allem der Edelkakao Criollo und Trinitario wächst. Diese Sorten sind weniger ertragreich als die von einem Großteil der Kakaoindustrie verarbeiteten Forastero-Bohnen, sollen jedoch aromatischer sein. Dafür reist der Chefeinkäufer von Felchlin regelmässig in die Ursprungsregionen und kauft dort den Kakao direkt ein. Damit übernimmt die Max Felchlin AG in der Schokoladenindustrie eine Vorreiter-Rolle in Sachen Nachhaltigkeit. In den Medien wurde diese Besonderheit schon mehrfach dokumentiert.
Die Edelschokolade Grand Cru Maracaibo Clasificado 65 % wurde 2004 von der Organisation Accademia Maestri Pasticceri Italiani zur «world’s best chocolate» gewählt.